# Limoncello
Limoncello este un lichior italian obținut prin extracția în alcool a uleiurilor esențiale din coaja de lămâie.

## Proces de fabricație
Procesul de fabricare este simplu. Acesta presupune infuzia cojilor de lămâie, spălate în prealabil, în alcool etilic de concentrație 95% timp de 2-7 zile. Soluția este diluată apoi cu sirop de zahăr pentru a obține un produs finit cu o concentrație alcoolică de aproximativ 32%.

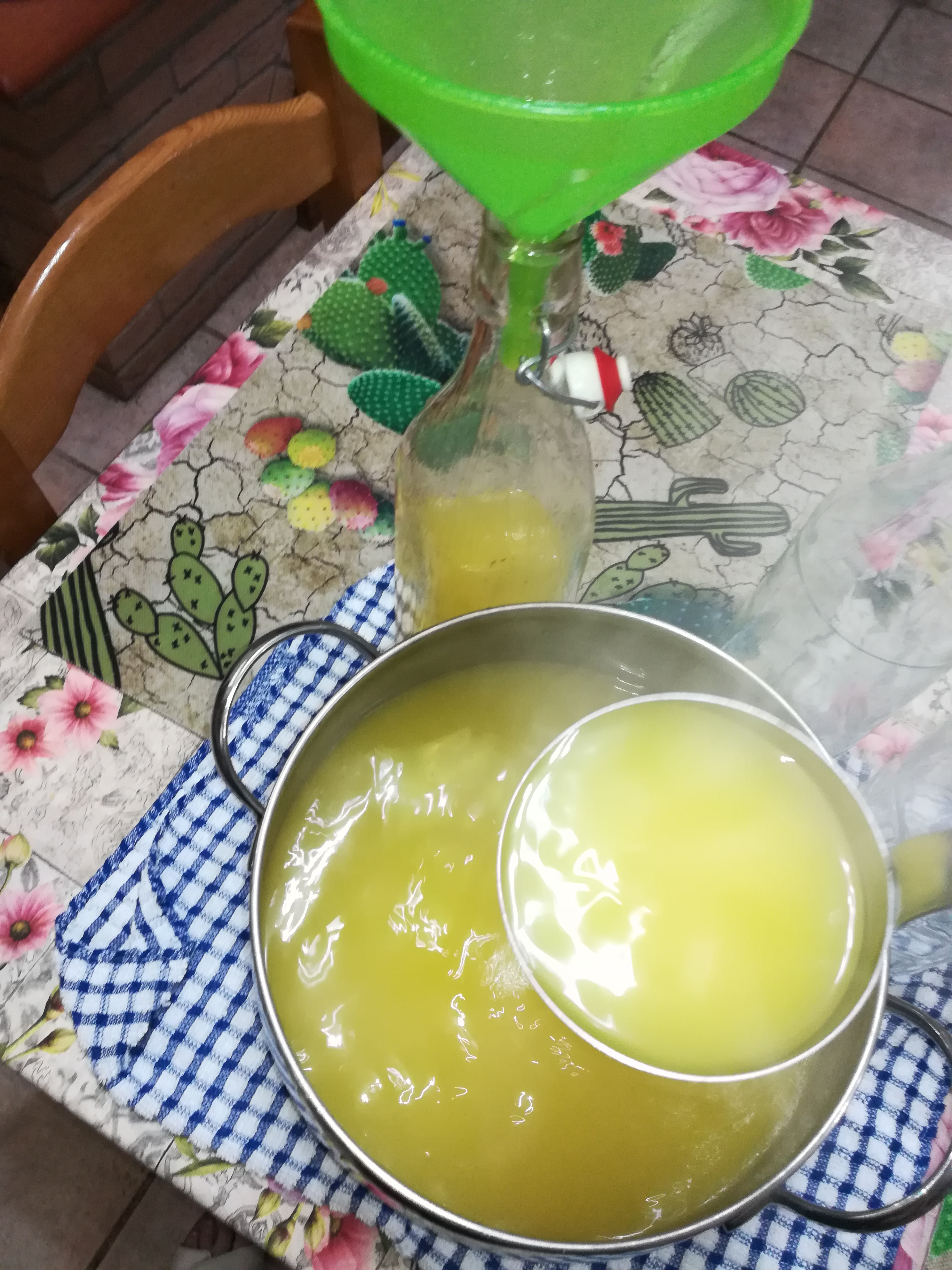
Limoncello produs în gospodărie, îmbuteliere